# Бір Бахадур Четтрі
Бір Бахадур Четтрі (1955) — індійський хокеїст на траві.
Олімпійський чемпіон 1980 року.